# USS Morrison (DD-560)
USS Morrison (DD-560) là một tàu khu trục lớp Fletcher được Hải quân Hoa Kỳ chế tạo trong Chiến tranh Thế giới thứ hai. Nó là chiếc tàu chiến duy nhất của Hải quân Mỹ được đặt theo tên John G. Morrison (1838-1897), một hạ sĩ quan được tặng thưởng Huân chương Danh dự do chiến đấu dũng cảm trong cuộc Nội chiến Hoa Kỳ. Nó hoạt động cho đến gần cuối Thế Chiến II, bị máy bay tấn công cảm tử Kamikaze đánh chìm ngoài khơi Okinawa ngày 4 tháng 5 năm 1945. Nó được tặng thưởng tám Ngôi sao Chiến trận trong Thế Chiến II.

## Thiết kế và chế tạo
Morrison được đặt lườn tại xưởng tàu của hãng Seattle-Tacoma Shipbuilding Corporation ở Seattle, Washington vào ngày 30 tháng 6 năm 1942. Nó được hạ thủy vào ngày 4 tháng 7 năm 1943; được đỡ đầu bởi cô Margaret M. Morrison, con gái John G. Morrison; và nhập biên chế vào ngày 18 tháng 12 năm 1943 dưới quyền chỉ huy của Hạm trưởng, Trung tá Hải quân Walter H. Price.

## Lịch sử hoạt động
Sau khi hoàn tất chạy thử máy ngoài khơi bờ biển San Diego, California, Morrison khởi hành từ Seattle vào ngày 25 tháng 2 năm 1944, đi ngang qua Trân Châu Cảng và quần đảo Marshall để đến khu vực Nam Thái Bình Dương. Đến giữa tháng 4, nó gia nhập Đội đặc nhiệm 50.17 để bảo vệ cho các hoạt động ngoài khơi cảng Seeadler, Manus thuộc quần đảo Admiralty, tiếp nhiên liệu cho các tàu sân bay đang không kích các căn cứ của Nhật Bản tại khu vực quần đảo Caroline.

### Chiến dịch Trung tâm Thái Bình Dương
Morrison quay trở về Trân Châu Cảng vào ngày 9 tháng 5, huấn luyện chuẩn bị cho đợt đổ bộ quan trọng tiếp theo tại quần đảo Mariana thuộc khu vực Trung tâm Thái Bình Dương. Rời Trân Châu Cảng ngày 31 tháng 5 và đi ngang qua Roi, nó đi đến phía Đông Saipan vào ngày 13 tháng 6, bắt đầu một tháng hoạt động khẩn trương. Các khẩu pháo của nó đã hỗ trợ cho cuộc đổ bộ ban đầu vào ngày 15 tháng 6, rồi bắn pháo hỗ trợ gần sau đó, chống đỡ các cuộc không kích phản công ban đêm của đối phương từ ngày 17 đến ngày 19 tháng 6. Trong số 40 máy bay đối phương xuất hiện lúc chạng vạng ngày 17 tháng 6, chỉ 15 chiếc lọt qua hàng rào ngăn chặn của máy bay tiêm kích hải quân, và các khẩu pháo của Morrison đã bắn rơi ba trong số đó.
Vào ngày 2 tháng 8, Morrison gặp gỡ Đội đặc nhiệm 58.4 ngoài khơi Guam cho các hoạt động không kích tiếp theo sau cuộc đổ bộ lên hòn đảo này vào ngày 21 tháng 7. Tám ngày sau, nó rời Guam để đi sang Eniwetok thuộc quần đảo Marshall, ở lại đây từ ngày 13 đến ngày 29 tháng 8, khi nó khởi hành đi Philippines, đi đến ngoài khơi Mindanao vào sáng ngày 9 tháng 9. Trong ngày hôm đó, lực lượng tung ra cuộc tấn công kéo dài hai ngày xuống Mindanao, tấn công một đoàn tàu vận tải Nhật Bản gồm khoảng 50 tàu buồm và tàu hàng đang đi lên phía Bắc. Morrison dẫn đầu lực lượng đánh chặn, tiêu diệt 10 trong số 15 tàu buồm thoát khỏi đợt bắn phá của không quân. Chiếc tàu khu trục tiếp tục tham gia các hoạt động không kích xuống Peleliu, Palau; quần đảo Caroline; Luzon, Manila, và đảo Samar, Philippines cho đến tháng 9.
Vào ngày 2 tháng 10, Morrison lên đường cùng Đội đặc nhiệm 38.3, làm nhiệm vụ canh phòng ngoài khơi Okinawa trong lúc diễn ra các cuộc không kích xuống nơi đây, cũng như các đảo khác thuộc quần đảo Ryukyu vào ngày 10 tháng 10. Nó tiếp tục hộ tống và canh phòng máy bay cho các chiến dịch ngoài khơi Đài Loan và phía Bắc Luzon trong đợt không kích kéo dài năm ngày từ ngày 12 tháng 10. Đến ngày 16 tháng 10, nó hộ tống các tàu tuần dương Houston (CL-81) và Canberra (CA-70) bị hư hại do ngư lôi khi chúng rút lui về Ulithi để sửa chữa.

### Chiến dịch Philippines
Trong trận Hải chiến vịnh Leyte diễn ra từ ngày 23 đến ngày 26 tháng 10, Morrison hoạt động ngoài khơi Luzon. Vào ngày 24 tháng 10, nó đi đến để trợ giúp cho chiếc tàu sân bay hạng nhẹ Princeton (CVL-23) bị hư hại nặng do một quả bom Nhật Bản ném trúng, vớt khoảng 400 người sống sót trong vòng một giờ rưỡi. Chiếc tàu khu trục sau đó cặp bên mạn Princeton để trợ giúp dập lửa, nhưng khi vừa vào vị trí, cột ăn-ten và ống khói phía trước của nó bị vướng vào chiếc tàu sân bay đang cháy. Nó phải tìm cách thoát ra, và được chiếc tàu tuần dương hạng nhẹ Birmingham (CL-62) thay phiên. Mười phút sau, một vụ nổ trong lườn tàu khiến một phần ba phía sau của Princeton nổ tung, gây hư hại cho cấu trúc thượng tầng và tổn thất nhân mạng nặng nề cho Birmingham. Princeton hư hại nặng đến mức nó phải bị đánh đắm bằng ngư lôi sau đó.
Morrison đưa lên bờ những người sống sót của Princeton tại Ulithi vào ngày 27 tháng 10, và lên đường quay về vùng bờ Tây ngang qua Trân Châu Cảng cùng với Birmingham và tàu khu trục Irwin (DD-794), về đến San Francisco, California, vào ngày 17 tháng 11. Đến ngày 9 tháng 2 năm 1945, nó quay trở lại khu vực Nam Thái Bình Dương, ghé qua Trân Châu Cảng vào ngày 15 tháng 2.

### Chiến dịch Okinawa
Sau khi thực tập bắn phá bờ biển tại khu vực quần đảo Hawaii, Morrison khởi hành đi Ulithi vào ngày 3 tháng 3. Đến ngày 21 tháng 3, nó gia nhập Lực lượng Đặc nhiệm 54 đang trên đường đi để hỗ trợ cho cuộc chiếm đóng Okinawa. Nó đi đến ngoài khơi bờ biển phía Nam hòn đảo vào ngày 25 tháng 3, bảy ngày trước khi diễn ra cuộc đổ bộ chính vào ngày 1 tháng 4, và tham gia các cuộc bắn phá chuẩn bị.
Sáng sớm ngày 31 tháng 3, Morrison đã tham gia đánh chìm tàu ngầm Nhật I-8. Sau khi tàu khu trục Stockton (DD-646) phát hiện đối phương và tiêu phí hết số mìn sâu mang theo, Morrison đã đi đến nơi để hỗ trợ, trông thấy chiếc tàu ngầm nổi lên và lại lặn xuống ngay lập tức. Nó tấn công một lượt mìn sâu, buộc chiếc tàu ngầm phải nổi lên vài giây sau đó, rồi tiêu diệt đối thủ bằng hải pháo. Khi trời sáng, xuồng của nó đã vớt được một người sống sót duy nhất.
Morrison tiếp tục hoạt động bắn phá bờ biển, bắn pháo sáng ban đêm và hộ tống ngoài khơi bãi Ōshima. Trong đêm 11 tháng 4, nó trợ giúp cho tàu khu trục Anthony (DD-515) trong việc chiếu sáng và đánh chìm xuồng đổ bộ đối phương hướng lên phía Bắc dọc theo bờ biển. Ba ngày sau, nó bắt đầu làm nhiệm vụ cột mốc radar canh phòng; hai trạm canh phòng đầu tiên của nó về phía Tây Nam Okinawa thỉnh thoảng bị tấn công vào ban đêm. Nó thay phiên cho tàu khu trục Daly (DD-519) tại trạm canh phòng thứ ba vào ngày 28 tháng 4, sau khi đồng đội bị một máy bay tấn công cảm tử kamikaze đánh trúng.
Vào ngày 30 tháng 4, Morrison được điều sang trạm canh phòng nguy hiểm nhất của chuỗi phòng thủ. Sau ba ngày gặp thời tiết xấu làm hạn chế các hoạt động không quân, sang ngày 4 tháng 5, thời tiết quang đãng. Đến 07 giờ 15 phút, lực lượng máy bay tiêm kích tuần tra chiến đấu trên không được báo động để ngăn chặn một tốp khoảng 25 máy bay đối phương đang hướng đến Morrison, nhưng một số chiếc đã lọt qua được.
Đợt tấn công đầu tiên nhắm vào, mục tiêu chính giữ vai trò tàu dẫn đường chiến đấu, là cuộc tấn công tự sát bởi một chiếc Mitsubishi A6M "Zeke", nó vượt qua được hàng rào hỏa lực phòng không để ném một quả bom rơi xuống bên mạn phải con tàu và nổ vô hại. Sau đó là một máy bay ném bom bổ nhào Aichi D3A "Val" và một chiếc Zeke khác đã tấn công tự sát thất bại. Đến 08 giờ 25 phút, chiếc "Zeke" thứ ba tiếp cận xuyên qua hàng rào hỏa lực phòng không dày đặc và đâm vào ống khói phía trước và cầu tàu. Cú đánh trúng gây thương vong nặng nề và làm hỏng hầu hết thiết bị điện tử. Ba chiếc máy bay tiếp theo, kiểu thủy phi cơ cánh kép lạc hậu, cho dù bị bắn trúng vẫn tiếp tục đâm vào con tàu bị hư hại. Sau cú đâm trúng thứ tư, Morrison bắt đầu nghiêng nặng sang mạn phải.
Hệ thống liên lạc hầu như bị hư hại nên không thể truyền đạt lệnh bỏ tàu. Hai vụ nổ xảy ra hầu như cùng một lúc, mũi tàu bị nhấc bổng lên không, và đến 08 giờ 40 phút Morrison chìm dưới nước biển. Con tàu đắm nhanh đến mức hầu hết thủy thủ dưới hầm tàu không thể thoát được; 152 người đã mất cùng con tàu.
Vào tháng 7 năm 1957, xác tàu đắm của Morrison cùng khoảng 26 tàu khác bị đắm tại khu vực quần đảo Ryukyu được trao cho chính quyền tỉnh Okinawa để trục vớt.

## Phần thưởng
Morrison được tặng thưởng tám Ngôi sao Chiến trận do thành tích phục vụ trong Thế Chiến II.